# François Leclercq
Pour les articles homonymes, voir Leclerc, Françoise Leclerc (marchande) et Françoise Leclercq.
François Leclercq, né le 6 décembre 1953 à Paris, est un architecte urbaniste français.

## Biographie
François Leclercq, diplômé de l'École nationale supérieure d'architecture de Paris-La Villette en 1981, fonde son agence d’architecture avec Fabrice Dusapin au début des années 1980.
Depuis près de 30 ans, il développe une double activité d’architecte et d’urbaniste. Il a ainsi remporté le Prix de l'Équerre d'argent du Moniteur en 1996 pour le siège de la Caisse nationale de prévoyance à Angers (17 000 m2) et été nommé au prix de l'Équerre d'argent pour le lycée Jean-Baptiste Corot à Savigny-sur-Orge en 2008. Il a également conçu et développé les projets urbains du Bois Habité dans le quartier Euralille (Lille), de Paris Nord Est (Paris), de l’extension d’Euroméditerranée (Marseille) ou le plan stratégique du quartier d’affaires de La Défense.
En 2010, il installe François Leclercq architectes urbanistes dans de nouveaux locaux dans le 20ème arrondissement à côté du Père Lachaise.
En 2019, l'agence prend une nouvelle dimension avec quatre nouveaux associés : Anne-Claire Eberhard, Charles Gallet et Paul Laigle. Elle devient Leclercq Associés.

## Distinctions
- 2020 Lauréat des Pierres d'Or dans la Catégorie "Programmes" pour le projet Arboretum[1]
- 2018 Nommé pour le Grand Prix de l'Urbanisme[2]
- 2015 Prix National de la Construction bois[3] (catégorie Bâtiments Publics Éducation et Culture)
- 2010 Pyramide d'Or
- 2008 Nommé au Prix de l'Equerre d'argent
- 2001 Membre de l'Académie d'architecture
- 1998 Lauréat du Palmarès de l'Architecture de la SCIC (Catégorie Bureaux et Équipements)
- 1996 Prix spécial du jury de l’Équerre d'argent du Moniteur
- 1993 Prix du Palmarès de l'Architecture de la SCIC (Catégorie logement)
- 1988 Prix de la Première Œuvre du Moniteur
- 1985 Lauréat des Albums des jeunes architectes et des paysagistes
- 1982 Lauréat du Pan XII[4]

## Principales réalisations

### Projets urbains
- Actisud, Metz, schéma directeur et stratégie d’aménagement de la zone, 2019-2020
- Tétouan,Projet d'aménagement de la vallée de l'oued Martil, 2018-2019[5]
- Montpellier Métropole Territoires[6], Élaboration du projet de territoire, lauréat 2016[7], 2017-2018
- JO 2024, Paris, AMO pour la narration des sites et infrastructures de la candidature de la Ville de Paris pour les Jeux Olympiques, 2016-2017[8]
- Atelier projet urbain no 40 "Les rez-de-chaussée de la Ville"[9], 2011
- Grand Paris, 2008-2009
- Requalification du quartier de la Vache Noire, 2008
- Réalisation de l'urbanisme du quartier de la marina et de la Grande Baie de Casablanca, Maroc[10], 2006-2008
- La Défense, de la seine à la seine, Île-de-France, Lauréat 2008

### Projets d'architectures
- Cœur de Quartier, Nanterre, coordination urbaine, maîtrise d’œuvre de logements, bureaux, cinémas, 2020
- Ora, siège de Canon, Paris 17ème, 2018[11]
- Luminem[12], Siège de la MSA, Bobigny, avec BNP Paribas Real Estate et GA Smart Building, 2017[13]
- High Park, Asnières-sur-Seine, 130 logements, 2017
- Intown, transformation d’un immeuble de bureaux, place de Budapest dans le VIIIe arrondissement, Paris 9ème, 2017[14] avec l'Architecture A.Bechu
- Les Docks Appolonia[15], Ris-Orangis, 2016
- Immeuble de bureaux à l'emplacement de l'ancien entrepôt Macdonald[16], Paris, 2014 [17]
- Lycée International Nelson Mandela[18], Nantes, 2014
- Euralille[19], le bois habité, Lille, 2012
- La Zac Lyon Confluence[20], Saône Park, lot QN1a, 2010
- 40 logements pour l'Ambassade de France, parc Peltzer[21], Alger, 2010
- L'Institut national du sport, de l'expertise et de la performance, Paris, 2009
- Lycée Jean-Baptiste Corot[22], Savigny-sur-Orge, 2009
- Village Bacalan[23], Bordeaux, Lauréat 2008
- Immeuble de bureaux pour France Télécom, Arcueil, 2007

## Projets en cours
- Euroméditerranée[24], Le temps d'une métropole, Marseille, Lauréat 2009 et 2020 [25]
- Bercy Charenton, Paris 12, Plan Guide, Lauréat 2019 [26]
- Nice Grand Arenas, maîtrise d'oeuvre urbaine, Lauréat 2019  [27]
- Campus de l'enfance, Bourg-la-Reine, Projet Lauréat d'Inventons la Métropole 2, Lauréat 2019[28]
- La Térmica, Malaga, Lauréat 2018[29]
- Les Grandes Serres[30] de Pantin, début des études en 2018
- Ville-Port, La Grande Motte, coordination du projet, maître d'œuvre de la halle nautique et des espaces publics, Lauréat 2018[31]
- Irrigo, Bobigny, avec BNP Paribas Real Estate et GA Smart Building, PC 2018
- ZAC Plaine Saulnier[32] / Centre Aquatique Olympique, Saint-Denis, Lauréat 2018
- Arboretum - Campus Seine, avec Woodeum et BNP Paribas, Nanterre, début des études en 2016 Espaces Imaginaires Fertiles, réactivation de l’histoire des murs à pêches à Montreuil, autour d’un îlot manufacturier,  lauréat de Inventons la Métropole du Grand Paris Lauréat 2017
- Ecoquartier LaVallée, Chatenay, Réaménagement du site de l'école Centrale (première SEMOP de France[33]), et Maîtrise d'oeuvre de logements, Lauréat 2017
- Reims Grand Centre, Reims, Lauréat 2016[34]
- Mediapark Bruxelles, Élaboration d'un masterplan et assistance à sa mise en œuvre, Lauréat 2014[35]
- Paris Nord Est[36], de la ville servante à la ville desservie, Paris, Lauréat 2004

## Écrits
- /  Dans le bois: Halle de sport à l'INSEP / François Leclercq Architecte / Texte par Catherine Pierre / Collection L'esprit du Lieu Architecture / Publication Archibooks
- Marseille, le temps de la métropole / François Leclercq avec Agenge TER, Rémy Marciano, Jacques Sbriglio, Setec
- Pour la ville, quel que soit l'état du monde/ François Leclercq / publié chez Jean-Michel Place